# Биті пікселі
«Би́ті пі́кселі» (або «мертві», або «погані» пікселі, офіційна назва — дефектні пікселі, англ. defective pixels) — дефект електронного пристрою, що сприймає або відтворює зображення і має матричну структуру. Виявляється в незмінності вихідного сигналу (яскравості світіння в разі монітора, даних у цифровому файлі в разі матриці цифрової камери) деяких пікселів.
Зустрічаються дефекти зображення, що проявляються тільки на одному пікселі або на групі пікселів.

## Найпоширеніші дефекти

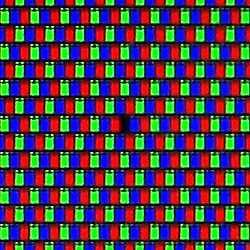
Зіпсований піксель рідкокристалічного дисплея фотоапарата Nikon Coolpix 3100, збільшення близько 20х

«Холодні пікселі»
«Гарячі пікселі» (англ. hot pixels) — дефект, за якого значення вихідного сигналу має хибну залежність від вхідного, або вихідний сигнал найбільшою мірою залежить від інших факторів (температура, значення сусідніх пікселів).
«Залежні пікселі» — термін, що означає залежність конкретного пікселя від значень сусідніх. Як правило, не помітний на реалістичних зображеннях. Можна виявити на моніторі тільки «шаховою» або «сітчастою» заливкою.
«Застряглі пікселі» — пікселі, які завжди «увімкнені». Часто причиною їх виникнення є зовнішній вплив. Зазвичай вони виникають через транзистор, який не отримує енергії, і тому безперервно пропускає струм до RGB-шару.
Причиною появи такого дефекту є несправність елемента матриці. Оскільки виготовлення матриці — процес дорогий і трудомісткий, а перевірити її на несправність можна лише після повного виготовлення, виробники намагаються відбраковувати продукцію якомога рідше, відносячи її за результатами тесту до одного з класів якості.
Для електронних пристроїв зберігання даних (оперативної пам'яті, флеш-пам'яті) традиційно застосовується термін «бита комірка», «несправна комірка», «несправний блок», оскільки, на відміну від фотографічних і пристроїв відображення, немає явного зв'язку з місцем дефекту на зображенні.

## Биті пікселі на матрицях фототехніки
У разі матриці цифрової фотокамери, відеокамери, сканера, документ-камери або іншого пристрою, що сприймає зображення, величиною вихідного сигналу є числове значення відповідного пікселя у файлі. У переважній більшості цифрових фотоапаратів передбачено маскування битих пікселів інтерполюванням їх значення зі сусідніх (тим самим перетворюючи їх на «залежні»).
Більшість виробників наявність не більше трьох (деякі — п'яти) битих пікселів не вважають браком матриці.
Наявність «лінійки» гарячих пікселів, а також груп гарячих пікселів, розташованих близько, вважається браком матриці.

## Биті пікселі на моніторах
Стандарт ISO 9241-307 встановлює чотири класи якості моніторів за допустимим числом битих пікселів. Продавці моніторів також установлюють певний поріг для свого товару, зазвичай відповідний одному з класів. Монітори з великим числом битих пікселів вважаються бракованими і підлягають заміні. На сучасних моніторах з матрицею TN+film, найсхильнішою до цієї проблеми, «гарячі пікселі» прибираються процедурою ремапу (вимкнення окремих пікселів).
Перевірити монітор на наявність битих пікселів можна уважним оглядом зображення, змінюючи його суцільну заливку на чорний, білий, червоний, зелений, синій кольори. Відсутність точок іншого кольору за такої послідовності напевно свідчить про відсутність битих пікселів.
Щоб переконатися у відсутності «гарячих» і «залежних» пікселів, додатково рекомендують залити монітор шахівницею, а також сіткою.

## Биті пікселі у відеокарті
У деяких випадках дефектні комірки відеопам'яті на відеокарті комп'ютера або іншого електронного пристрою з аналогічним методом створення відеозображення утворюють ефект битого пікселя на моніторі будь-якого типу. Оскільки несправний зазвичай тільки один біт, характерною особливістю такого дефекту є його залежність від застосовуваної роздільності відеозображення, глибини кольору відеорежиму і кольору пікселя.

## Способи відновлення «застряглих» пікселів
Існує кілька основних способів відновлення «застряглих» пікселів:
- Використання спеціальних програмних рішень.[1]

- Масаж «застряглого» пікселя. Бажано використовувати м'який предмет невеликого діаметра (ватяна паличка). Температурний вплив на пристрій іноді допомагає позбутися неполадок дисплея. Для цього необхідно нагріти м'який предмет і так само масажувати проблемну зону[2].

Поєднання розглянутих методів ефективніше, ніж їх одиничне використання.